# Pak Szodam
Pak Szodam (hangul: 박소담, handzsa: 朴素淡, RR: Bak So-dam; 1991. szeptember 8.–) dél-koreai színésznő. Ismertebb munkái közé tartozik a Cinderella with Four Knights című sorozat, a The Silenced, illetve a The Priests című thrillerek, illetve Pong Dzsunho (Bong Junho) Oscar-díjas filmje, az Élősködők.

## Élete és pályafutása
Középiskolás korában kezdett érdeklődni a színészet iránt, egyetemi évei alatt számtalan meghallgatáson vett részt, ahonnan jórészt elutasították. Független filmekben kezdte pályafutását. Olyan filmekben szerepelt mint az Ingtoogi: Battle of the Internet Trollsvagy a Steel Cold Winter, az utóbbi a Puszani Nemzetközi Filmfesztiválon mutatkozott be. Olyan nagyobb költségvetésű produkciókban is játszott, mint a Scarlet Innocence vagy A királyi szabó.
Az áttörést 2015-ben a The Silenced című filmben nyújtott alakítása jelentette számára, melyért elnyerte a Busan Film Critics Awards legjobb női mellékszereplőnek járó díját. Ezt követően szerepelt a Veterán és A trón című sikeres filmekben, amit követően beválogatták a kritikai sikert aratott The Priests című thrillerbe. Alakítása számos díjat eredményezett.
2016-ban két televíziós sorozatban volt látható: A Beautiful Mind és Cinderella with Four Knights címmel.
2019-ben Pong Dzsunho (Bong Junho) Oscar-díjas Élősködők című alkotásában játszott.
2020-ban az A Record of Youth című tévésorozatban kapott főszerepet.

## Filmográfia

### Filmek
| Év   | Cím                                     | Szerep                                | Megjegyzés                                       |
| ---- | --------------------------------------- | ------------------------------------- | ------------------------------------------------ |
| 2013 | No More No Less                         | diák                                  | rövidfilm                                        |
| 2013 | Steel Cold Winter                       | Csijon (Ji-yeon)                      |                                                  |
| 2013 | Ingtoogi: The Battle of Internet Trolls | Jonhi (Yeon-hee)                      |                                                  |
| 2013 | Death Theatre                           | diák                                  | rövidfilm                                        |
| 2014 | The Legacy                              | Unszon (Eun-seon)                     |                                                  |
| 2014 | One on One                              | kávéfutár                             |                                                  |
| 2014 | Scarlet Innocence                       | lány a klubban                        |                                                  |
| 2014 | The Youth                               | Jondzsu (Yeon-joo)                    | Play Girl c. szegmens                            |
| 2014 | Playgirl                                |                                       |                                                  |
| 2014 | Suzi                                    | Suzi                                  | rövidfilm                                        |
| 2014 | Inevitable                              | I Mijong (Lee Mi-young)               | rövidfilm                                        |
| 2014 | A királyi szabó                         | Juvol (Yoo-wol)                       |                                                  |
| 2015 | C'est Si Bon                            | diáklány                              |                                                  |
| 2015 | The Silenced                            | Hong Jondok (Hong Yeon-deok)          |                                                  |
| 2015 | Veterán                                 | „Zöldfülű”                            |                                                  |
| 2015 | A trón                                  | Mun asszony                           |                                                  |
| 2015 | The Priests                             | I Jongsin (Lee Young-shin)            |                                                  |
| 2015 | The Vampire Lives Next Door             | Na-mi                                 | rövidfilm, a Color of Asia – Masters omnibuszból |
| 2015 | Blue Monday's Woman                     | Szodam (So-dam)                       | rövidfilm                                        |
| 2016 | Take Off 2 / Gukgadaepyo 2              | I Dzsihje (Lee Ji-hye)                | cameo                                            |
| 2016 | Snow Paths                              | Maria                                 | [ 13 ]                                           |
| 2017 | Man of Will                             | Han Jonghi (Han Yeong-hee)            | cameo                                            |
| 2018 | Ode to the Goose                        | fogadós lánya                         | [ 14 ]                                           |
| 2018 | The Underdog                            | Pami (Bamyi)                          | szinkronhang                                     |
| 2019 | Élősködők                               | Kim Gidzsong (Kim Gi-jeong) / Jessica | [ 16 ]                                           |
| 2019 | Fukuoka                                 | Szodam (So-dam)                       | [ 17 ]                                           |
| 2020 | Special Delivery                        | Unha (Eun-ha)                         | [ 18 ]                                           |

### Televíziós sorozatok
| Év   | Cím                             | Szerep                        | Csatorna |
| ---- | ------------------------------- | ----------------------------- | -------- |
| 2015 | Drama Special Red Moon          | Hvavan (Hwawan) hercegnő      | KBS2     |
| 2015 | My First Time                   | Han Szongi (Han Song-yi)      | OnStyle  |
| 2016 | A Beautiful Mind                | Kje Dzsinszong (Gye Jin-sung) | KBS2     |
| 2016 | Cinderella with Four Knights    | Un Havon (Eun Ha-won)         | tvN      |
| 2018 | What’s Wrong with Secretary Kim | cameo (2. rész)               | tvN      |
| 2020 | A Record of Youth               | An Dzsongha (Ahn Jung-ha)     | tvN      |